# Ha-Jom ha-ze
ha-Jom ha-ze (hebrejsky: היום הזה, doslova Tento den) byl hebrejský psaný deník vycházející v Izraeli od roku 1976.
Založil ho Eli'ezer Zhurabin, který se inspiroval německým listem Bild. Šéfredaktorem ha-Jom ha-ze se stal politik a generál Moše Dajan. První číslo vyšlo 1. září 1976. Šlo o pokus prosadit se na mediálním trhu na úkor dominantních novin jako Jedi'ot achronot. Tento záměr ale selhal, protože listu se nepodařilo najít kvalitní novináře. Po několika měsících bylo jeho vydávání zastaveno a prvenství Jedi'ot achronot bylo zachováno.